# 华馆餐厅
华馆（英語：P. F. Chang's China Bistro）是一家美国连锁中餐厅。创立于1993年，总部位于美国亞利桑那州斯科茨代爾，主营美式中餐以及其他亚洲风味菜肴。餐厅名源自创始人保罗·弗莱明（Paul Fleming，简写P. F.）和江一帆（Phillip Chiang，姓简写Chang）的合写。

## 历史
1993年，保罗·弗莱明与江一帆（江孫芸之子）共同创立了该餐厅。首家餐厅在亞利桑那州斯科茨代爾的购物中心开业。江一帆的简化中式菜和弗莱明的美式服务、酒单、甜点相结合，在当地受到欢迎。接下来的两年，在加州新港滩、爾灣、拉霍亚开设了3家新餐厅。1996年，四家餐厅整合为PF Chang's China Bistro, Inc.，换用了新的管理团队。
1998年，公司在纳斯达克上市，股票代號为PFCB。2000年，公司旗下开创了另一家连锁餐厅倍味亚洲餐厅，倍味餐厅定位更趋向于快餐，而华馆餐厅的定位近于正餐。2012年，公司被Centerbridge Partners以11亿美元的价格收购私有化。2019年转售给TriArtisan Capital Advisors。
2018年，在上海市第一百货商店开设了中国首家餐厅，同年年末关店。
截至2019年，华馆在全球25个国家和地区拥有18,000多名员工和300家餐厅。

## 外部連結
- 官方网站